# Mortonagrion hirosei
Mortonagrion hirosei (tên tiếng Anh: Four-spot Midget) là một loài chuồn chuồn kim thuộc họ Coenagrionidae. Loài này có ở Hồng Kông và Nhật Bản. Môi trường sống tự nhiên của chúng là sông ngòi và đầm nước mặn. Chúng hiện đang bị đe dọa vì mất nơi sống.

## Image

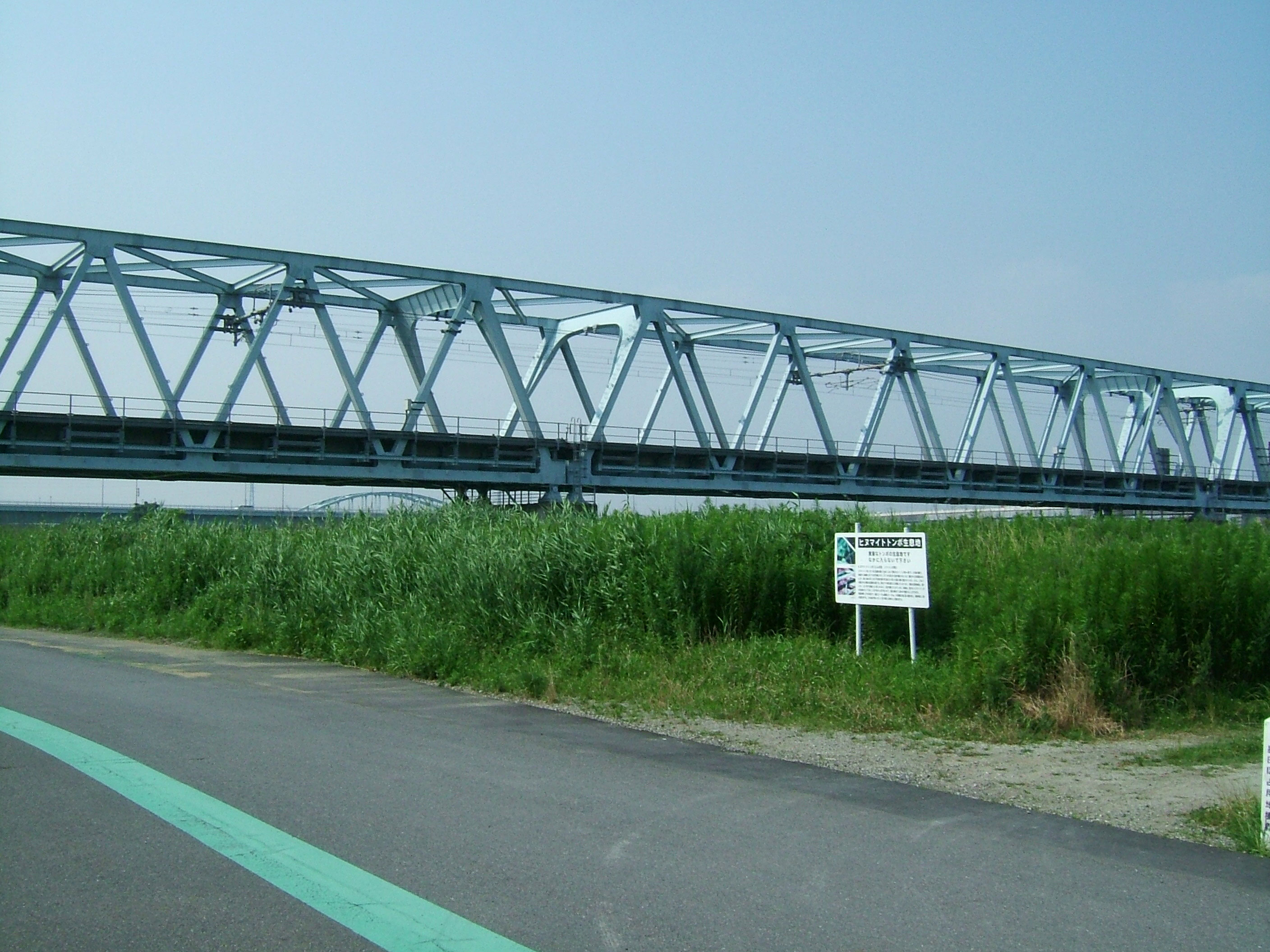
The habitat area of Mortonagrion hirosei on Sumida ward, Tokyo, Japan

- Tư liệu liên quan tới Mortonagrion hirosei tại Wikimedia Commons